# 李堅 (弘治進士)
李堅（1475年—？），字魚夫，福建汀州府長泰縣人，軍籍，明朝政治人物。

## 生平
福建鄉試第九名舉人。弘治十八年（1505年）中式乙丑科會試第九十八名，三甲第六十二名進士。

## 家族
曾祖李□□；祖父李琚，審理正；父李□□，母張氏。慈侍下。